# Bryum rigidum
Bryum rigidum là một loài Rêu trong họ Bryaceae. Loài này được (Hornsch.) Müll. Hal. mô tả khoa học đầu tiên năm 1848.